# Illegal
Illegal (pol. Nielegalne>) – trzeci i ostatni singel promujący siódmy studyjny album Shakiry Oral Fixation Vol.2 (2005). Utwór został nagrany wspólnie z Carlosem Santaną. Odniósł sukces w takich krajach jak Łotwa i Ukraina.
Piosenka "Illegal" powstała dzięki muzycznej współpracy Shakiry i Carlosa Santany. Piosenka została dobrze przyjęta przez krytyków i podana jako przykład stale rozwijających się umiejętności pisania tekstów Shakiry.

## Teledysk
Teledysk do utworu został nagrany 17 października 2006 w Meksyku, podczas krótkiej przerwy w harmonogramie Oral Fixation Tour, między koncertami w Meksyku i Gwatemali. Nagrywanie zajęło cały dzień, a część amerykańskich i meksykańskich kibiców zostało zaproszonych na plan w roli statystów. Teledysk wyreżyserowała Shakira przy współpracy z Jaume de Laiguana.
W teledysku Shakira wciela się w rolę dziewczyny boksera. Przez większość filmu piosenkarka znajduje się na ringu, blisko swojego chłopaka. Poprzez retrospekcję wspomina dobre chwile w stosunkach między partnerem. Pod koniec teledysku ogląda mecz swojego byłego mężczyzny. Ten wygrywa pojedynek i całuje dziewczynę, która wbiegła na ring po zakończeniu walki. Po chwili zauważa na widowni swoją była partnerkę, która ze smutkiem opuszcza miejsce konfrontacji bokserskiej. 
Oficjalna premiera teledysku odbyła się 16 listopada 2006 w programie MTV Total Request Live. 

## Lista utworów
CD 1
1. "Illegal" [Album Version] (featuring Carlos Santana) – 03:54
2. "Illegal" [Ali Dee Remix] (featuring Carlos Santana) – 03:49
3. "Obtener Un Sí" [Album Version] – 03:20

CD 2 (UK Maxi single)
1. "Illegal" [Album Version] (featuring Carlos Santana)
2. "Illegal" [Alee Dee Remix] (featuring Carlos Santana)
3. "La Tortura" [Album Version]
4. "La Tortura" [CD-Rom Video]

CD 3
1. "Illegal" [Album Version] (featuring Carlos Santana) – 03:54
2. "Illegal" [Ali Dee Remix] (featuring Carlos Santana) – 03:49

Promotional CD (NOT FOR SALE)
1. "Illegal" [Johnny Vicious Warehouse Mix] 10:00
2. "Illegal" [Johnny Vicious Warehouse Radio Mix] 3:45
3. "Illegal" [Johnny Vicious Roxy Mix] 8:00
4. "Illegal" [Johnny Vicious Roxy Radio Mix] 4:14
5. "Illegal" [Johnny Vicious Ballroom Mix] 7:28
6. "Illegal" [Johnny Vicious Ballroom Dub] 5:37
7. "Illegal" [Johnny Vicious Electro Mix] 6:10